# Rosendo
Rosendo  è un nome proprio di persona spagnolo maschile.

## Varianti
- Femminili: Rosenda[1]

### Varianti in altre lingue
- Asturiano: Rosete[2]
- Basco: Errosenda[2]
- Catalano: Rossend[2], Rossell[2]

## Origine e diffusione

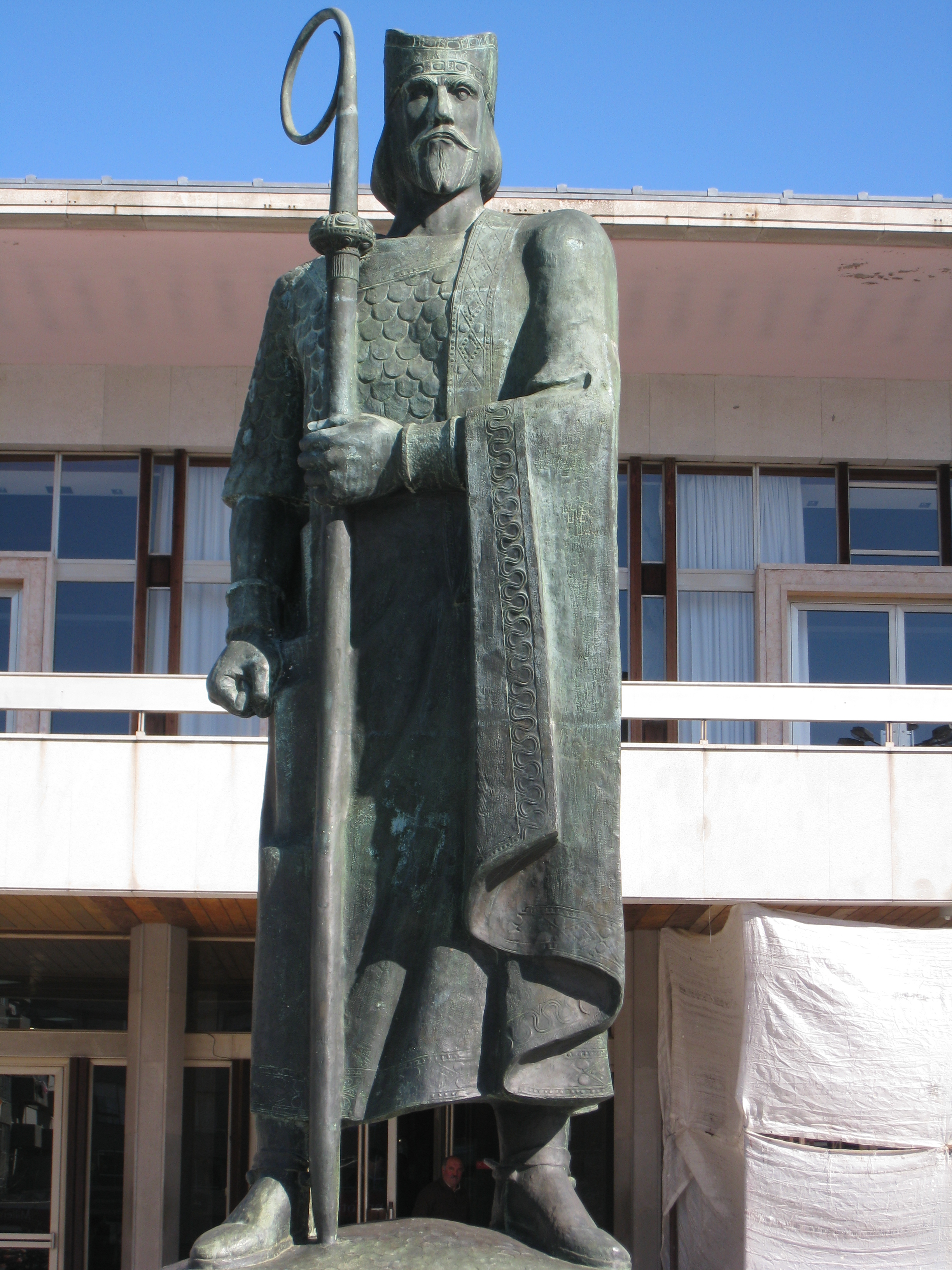
Statua di san Rudesindo a Santo Tirso

Si tratta del discendente spagnolo di un nome visigoto, composto dagli elementi germanici hrōði ("fama", "gloria") e sinþs ("sentiero", "via"); il significato complessivo può essere interpretato come "che va verso la fama". Il primo elemento è assai comune nell'onomastica germanica, ritrovandosi ad esempio in Roberto, Rosalinda, Rolando, Roswitha e Rodrigo.
Tale nome, attestato in latino medievale nella forma Rudesindus, venne portato da un santo vescovo e abate del X secolo, il cui nome è attestato come Rudesind nelle fonti anglofone, e Rudesindo in quelle italiane.

## Onomastico
L'onomastico si può festeggiare il 1º marzo in memoria del già citato san Rudesindo, vescovo di Mondoñedo e poi abate di Celanova.

## Persone
- Rosendo Hernández, calciatore spagnolo
- Rosendo Salvado, vescovo cattolico, abate e missionario spagnolo